# Tieshan
För andra betydelser, se Tieshan (olika betydelser).
Tieshan är ett stadsdistrikt i Huangshis stad på prefekturnivå  i Hubei-provinsen i centrala Kina. Den ligger omkring 73 kilometer sydost om provinshuvudstaden Wuhan.